# Slöjhätting
Slöjhätting (Conocybe vestita) är en svampart som först beskrevs av Elias Fries, och fick sitt nu gällande namn av Robert Kühner 1935. Conocybe vestita ingår i släktet Conocybe och familjen Bolbitiaceae.   Inga underarter finns listade i Catalogue of Life.
I den svenska databasen Dyntaxa används istället namnet Pholiotina vestita för samma taxon.  Arten är reproducerande i Sverige.

## Källor

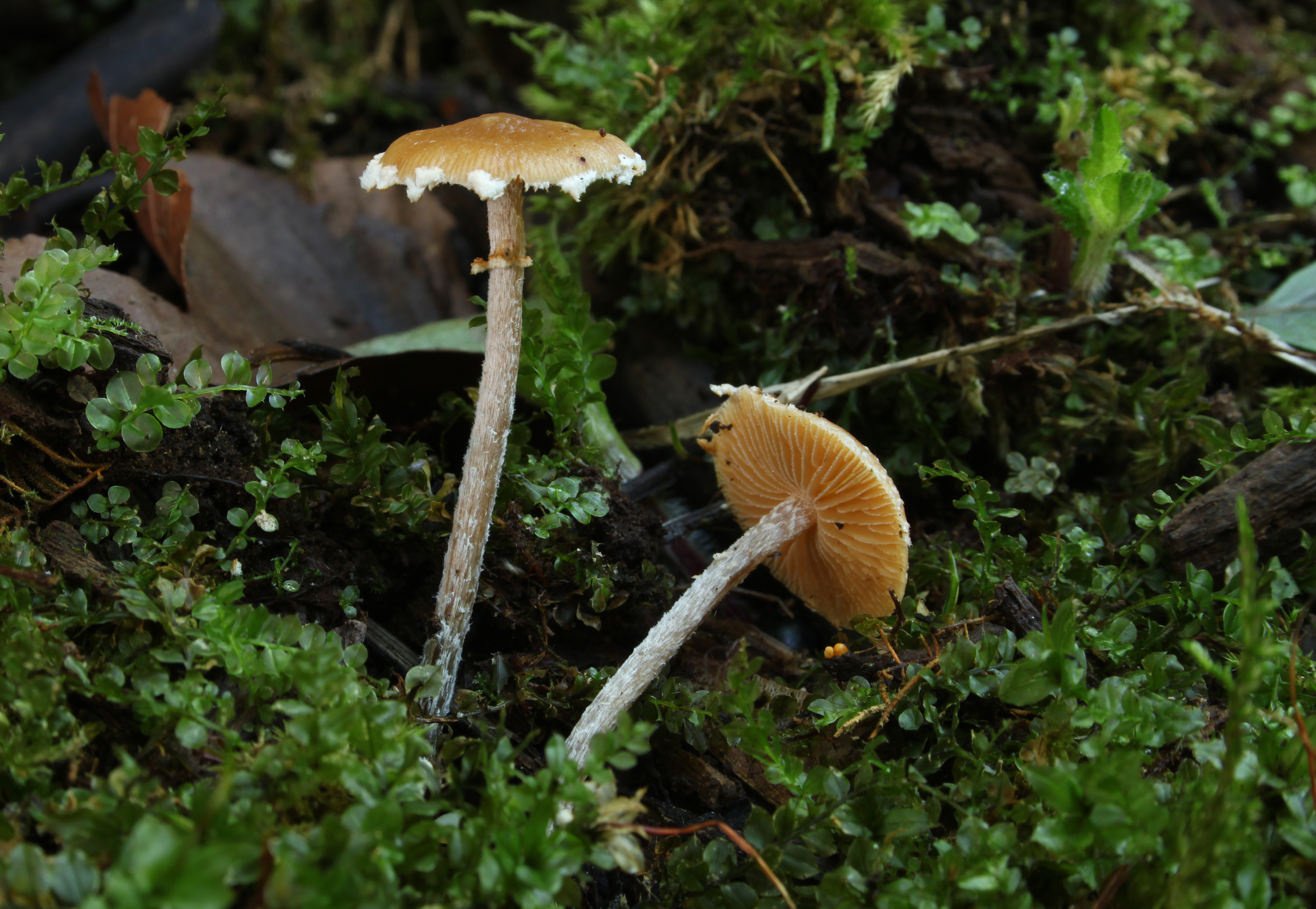